# Сухояровка
Сухояровка (укр. Сухоярівка) — село в Прилукском районе Черниговской области Украины. Население — 76 человек. Занимает площадь 1,128 км². Расположено на реке Ставка (Без названия).
Код КОАТУУ: 7424185006. Почтовый индекс: 17581. Телефонный код: +380 4637.

## География
Расстояние до районного центра:Прилуки : (5 км.), до областного центра:Чернигов (129 км.), до столицы:Киев (132 км.). Ближайшие населенные пункты: Малковка 1 км, Тополя 2 км, Богдановка и Онищенков 3 км.

## Власть
Орган местного самоуправления — Малковский сельский совет. Почтовый адрес: 17581, Черниговская обл., Прилукский р-н, с. Малковка, ул. Франко, 37б.